# Polno občestvo
Izraz polno občestvo pomeni najvišjo stopnjo povezanosti dveh ali več krščanskih Cerkva.
Cerkve, ki so med seboj v polnem občestvu, imajo isti verski nauk, zelo podobno cerkvenopravno ureditev in si medsebojno priznavajo veljavnost zakramentov in obredov. Take Cerkve se pogosto razlikujejo po lokalni tradiciji in po praktični izvedbi bogoslužja, ne pa po bistvenih vprašanjih vere. Cerkve v polnem občestvu lahko skupno obhajajo evharistično daritev (mašo). Verniki takih Cerkva se lahko udeležujejo obredov v drugi Cerkvi, ki je v polnem občestvu z njihovo matično Cerkvijo.
Za Cerkve, ki dosegajo manjšo stopnjo podobnosti v verskem nauku, ureditvi in zakramentih, se uporablja izraz delno občestvo.

## Katolištvo
Rimskokatoliška cerkev in katoliške Cerkve vzhodnega obreda sestavljajo skupino Cerkva, ki so med seboj v polnem občestvu. To skupino imenujemo katolištvo ali katoliške Cerkve, včasih tudi v ednini: Katoliška Cerkev.
Rimskokatoliška cerkev je le v delnem občestvu s prvoslavnimi in protestantskimi Cerkvami. Katekizem Katoliške Cerkve (Kompendij - glej: 836-838) pravi:

Vsi ljudje na različne načine pripadajo ali so naravnani h katoliški edinosti božjega ljudstva. V katoliško Cerkev je popolnoma včlenjen tisti, ki je, obdarjen s Svetim Duhom, povezan z njo z vezmi veroizpovedi, zakramentov in cerkvenega vodstva ter občestva. Krščeni, ki ne uresničujejo v polnosti te katoliške edinosti, so v nekem, čeprav nepopolnem občestvu s katoliško Cerkvijo.  

Papež Janez Pavel II. je v okrožnici Ut Unum Sint zapisal:

Ekumenizem je usmerjen ravno v to, da bi nepopolno občestvo med kristjani prerastlo v polno občestvo.

Cerkveno pravo prepoveduje katoliškim duhovnikom, da bi slavili evharistično daritev skupaj z duhovniki Cerkva, ki niso v polnem občestvu s katoliško Cerkvijo.

## Pravoslavje
Pravoslavje zajema dve večji skupini Cerkva:
- Vzhodne pravoslavne Cerkve (imenovane tudi Pravoslavne Cerkve - v ožjem pomenu) so v polnem občestvu med seboj,
- Orientalske pravoslavne Cerkve (imenovane tudi Predkalcedonske Cerkve) pa med seboj.

Razlike med obema skupinama so precej večje, zato skupini med seboj nista v polnem občestvu. Obstaja tudi nekaj manjših Cerkva, ki se uvrščajo v pravoslavje, vendar pa ne sodijo v nobeno od zgornjih dveh skupin (npr.: Asirska Cerkev).

## Protestantizem
Med protestantskimi verskimi skupnostmi je dosti več razlik kot med katoliškimi in pravoslavnimi Cerkvami. Kljub temu so se tudi v protestantstvu izoblikovale skupine Cerkva in denominacij, ki so med seboj v polnem občestvu:
- Utrechtska zveza zajema Starokatoliške Cerkve in je povezana tudi z Anglikanskimi Cerkvami - vse Cerkve iz te skupine so med sabo v polnem občestvu.

- Skupnost Evropskih evangeličanskih Cerkva vključuje skoraj vse luteranske in reformirane Cerkve v Evropi. Cerkve iz te skupine so leta 1973 v Leuenbergu (pri Baslu, Švica) sprejele sporazum, ki predstavlja polno občestvo med udeleženimi Cerkvami.

- Zveza Porvoo povezuje britansko in irsko anglikansko Cerkev s skandinavskimi in baltskimi luteranskimi Cerkvami.